# Janette Sadiková-Khanová
Janette Sadiková-Khanová (nepřechýleně Sadik-Khan) je bývalá vedoucí odboru dopravy města New York. Do funkce ji dosadil starosta Michael Bloomberg dne 27. dubna 2007, aby nahradila odešlou Iris Weinshallovou. Ve funkci skončila v roce 2013.
Sadiková-Khanová se podílela na prosazování starostova plánu PlaNYC, který měl změnit New York na „zelené město“ a snížit jeho uhlíkovou stopu o 30 % do roku 2030. Součástí těchto plánu je výstavba cyklostezek a cyklopruhů, zlepšení stavu vyhrazených jízdních pruhů pro autobusy nebo rozšiřování pěších zón. Ohledně městské cyklistiky Sadiková-Khanová uvedla: „Ze všech sil se snažíme zvýšit přitažlivost jízdy na kole v New Yorku …“ Mezi výhodami cyklistiky vidí to, že je šetrnější k životnímu prostředí, cyklista si lépe užije město a dochází k méně nehodám.
Janette Sadiková-Khanová je vdaná za Marka A. Geistfelda, profesora práva na New York University.